# Johannes Wannyn
Johannes Pieter Leonard Karel Herman Adolf Wannyn (Gent, 2 juni 1908 - 11 oktober 2007) was een Belgisch volksvertegenwoordiger en burgemeester.

## Levensloop
Hij was een zoon van de activist Jan Baptist Wannyn en hij vluchtte in 1918 met zijn ouders naar Nederland. Hij promoveerde tot doctor in de geneeskunde in 1937 aan de Universiteit Leiden en opnieuw in 1938 voor de Centrale Examencommissie in Brussel. Teruggekeerd naar België werd hij onmiddellijk lid van het Vlaamsch Nationaal Verbond.
Van 1941 tot 1944 was hij oorlogsburgemeester van Nevele, de gemeente waar hij zijn praktijk als arts had. Na de oorlog werd hij veroordeeld en verloor hij zijn burgerrechten.
Hij trad toe tot de Vlaamse Concentratie en vervolgens tot de Volksunie. Na in eer te zijn hersteld, werd hij in 1958 verkozen tot gemeenteraadslid van Nevele, waar hij van 1959 tot 1964 schepen was. Van 1965 tot aan de fusie van 1977 was hij burgemeester.
In 1965 werd hij verkozen tot lid van de Kamer van volksvertegenwoordigers voor het arrondissement Gent en vervulde dit mandaat tot in 1974. In de periode december 1971-maart 1974 had hij als gevolg van het toen bestaande dubbelmandaat ook zitting in de Cultuurraad voor de Nederlandse Cultuurgemeenschap, die op 7 december 1971 werd geïnstalleerd en de verre voorloper is van het Vlaams Parlement.